# Kurosagi
L'Estafador Negre (クロサギ, Kurosagi) és un manga japonès escrit per Takeshi Natsuhara i il·lustrat per Kuromaru. La sèrie tracta d'un xic dit Kurosaki que estafa només a altres estafadors professionals coneguts com shirosagi (シロサギ). El manga guanyà en 2008 el Shogakukan Manga Award per manga seinen/general juntament amb Bambino! de Tetsuji Sekiya.